# 华年城址
华年城址，位于中国甘肃省舟曲县，为一个省级文物保护单位，类型为古遗址。
华年城址的历史年代为汉代。